# 米爾斯 (密歇根州)
米爾斯（英語：Mears）是位於美國密歇根州奧希阿納縣戈爾登鎮區的一個普查規定居民點。

## 人口
根據2020年美國人口普查的數據，米爾斯的面積為2.94平方千米，當中陸地面積為2.94平方千米，而水域面積為0.00平方千米。當地共有人口332人，而人口密度為每平方千米112.93人。